# Fatululic
Fatululic (Fatululik, Fatu-Lulik, Fatolulic, Fatulilic, Fatululique) ist ein osttimoresischer Suco in der Gemeinde Cova Lima. Fatululic ist der Verwaltungssitz des Verwaltungsamts Fatululic.

## Der Name
Mit Fatu werden die für Timor charakteristischen Klippen bezeichnet (abgeleitet vom Tetum-Wort Fatuk für „Fels“). Das Wort lulic (oder lulik) bedeutet „heilig“. „Fatululic“ bedeutet somit „heilige Klippe“ oder „heiliger Fels“. Im Südosten des Sucos Fatululic liegt der Foho Taroman, der mit 1744 m höchste Berg der Gemeinde Cova Lima. Er diente früher als Ort für animistische Riten.
1936 wurde Fatululic von den Portugiesen in Nova Monchique umbenannt. Doch der Name setzte sich nicht durch und einige Jahre nach dem Zweiten Weltkrieg kehrte man zum alten Namen zurück.

## Geographie

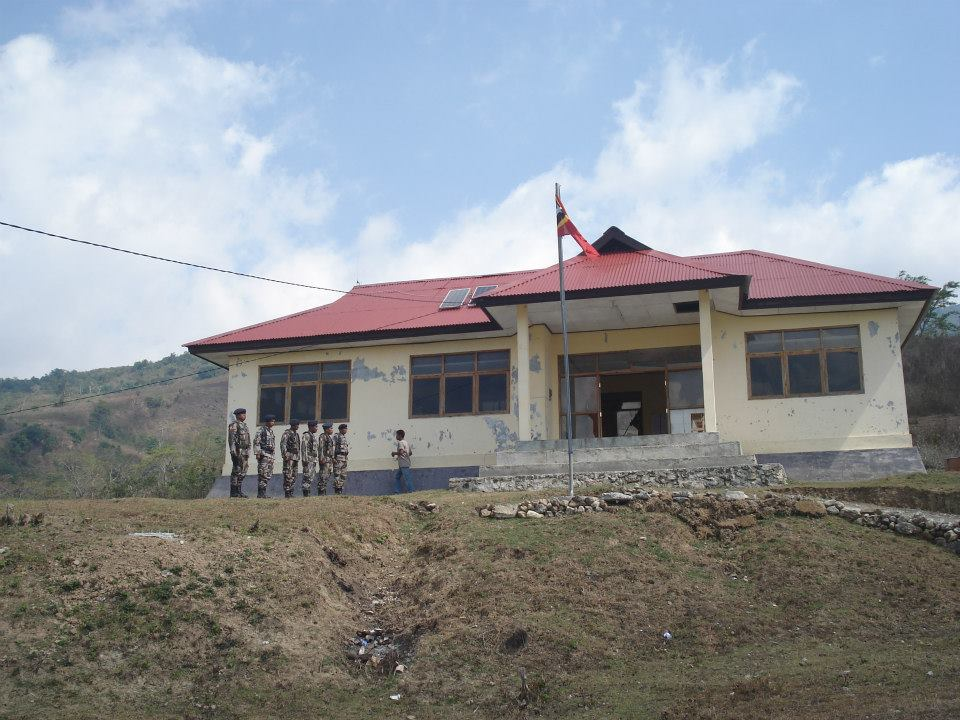
UPF-Posten bei Beco

Der Suco bildet den Westteil des Verwaltungsamts. Östlich liegt der ebenfalls zum Verwaltungsamt gehörende Suco Taroman, südlich das Verwaltungsamt Fohorem mit seinen Sucos Dato Rua, Lactos und Dato Tolu. Nördlich liegt das indonesische Westtimor. Der Grenzfluss zum Nachbarstaat ist der Lelosi, ein Nebenfluss des Tafara. Vor der Gebietsreform 2015 hatte Fatululic eine Fläche von 21,42 km². Nach einigen Grenzkorrekturen zu Taroman sind es nun 19,37 km².
Eine Überlandstraße führt in Ost-West-Richtung quer durch den Suco und verbindet die kleinen Ortschaften Beco (Beko), Beidasi und Aitoun mit der Außenwelt. In Aitoun und Beidasi (Escola Primaria Beidasi) befindet sich jeweils eine Grundschule. Trotz der Überlandstraße mussten für die Parlamentswahlen in Osttimor 2007 die Wahlurnen per Hubschrauber zum Wahllokal in der Grundschule Beidasi gebracht und abgeholt werden. Bei Beco hat die Kompanie B der Unidade de Patrulhamento de Fronteira (UPF) ihren Stützpunkt.
In Beidasi befindet sich der Sitz des Sucos und des Verwaltungsamtes, weswegen der Ort auch manchmal „Fatululic“ genannt wird.
Im Suco befinden sich die drei Aldeias Aitoun, Beco und Beidasi.

## Einwohner

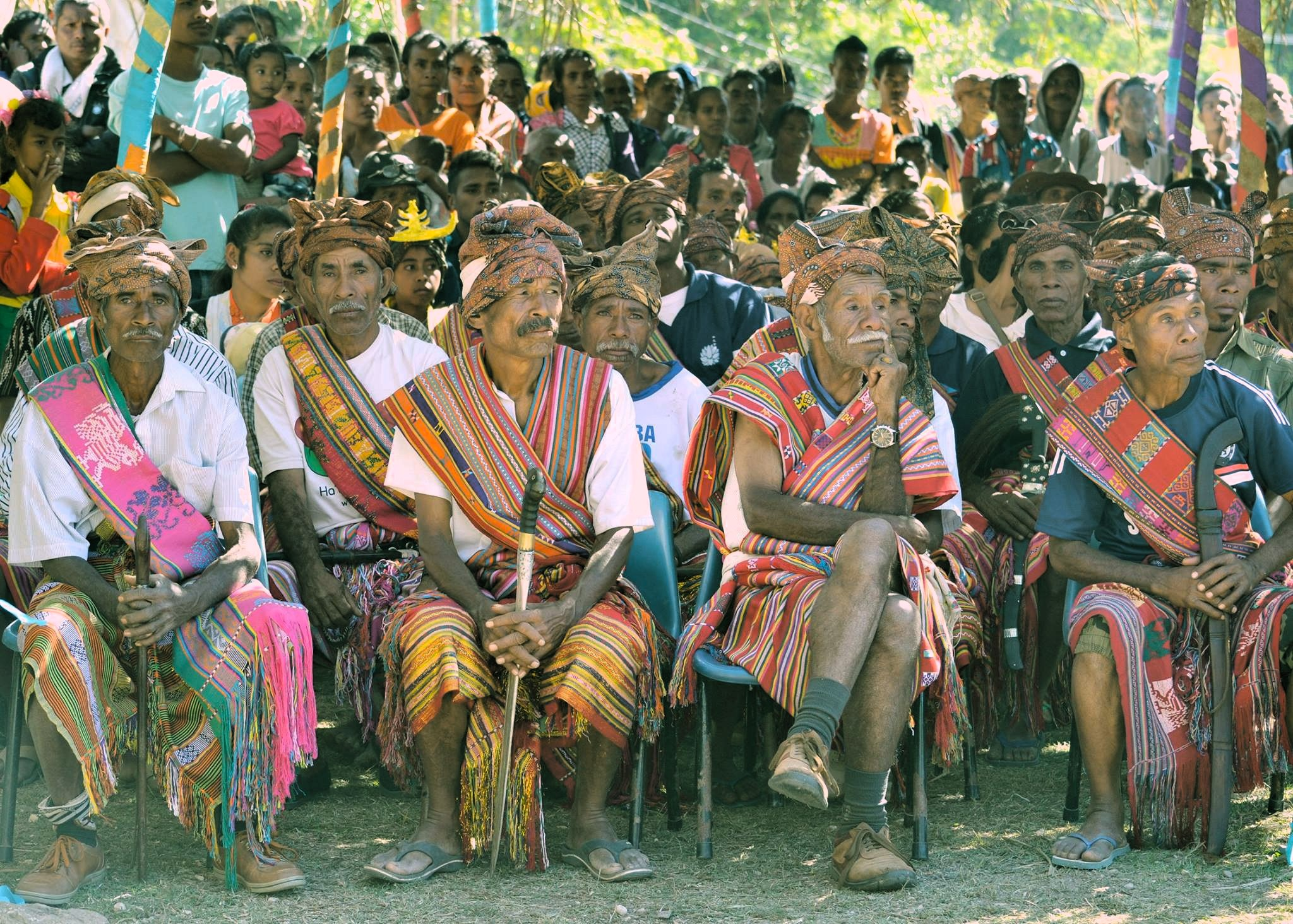
Würdenträger aus Fatululic (2016)

Der Suco hat 692 Einwohner (2022), davon sind 352 Männer und 340 Frauen. Im Suco gibt es 148 Haushalte. Über 95 % der Einwohner geben Bunak als ihre Muttersprache an. Kleine Minderheiten sprechen Tetum Prasa oder Habun.

## Geschichte
Der Suco Fatululic gehörte zur Exklave von Maucatar, die im Vertrag von Lissabon (1859) den Niederlanden untergeordnet wurde. Maucatar war nur über einen schmalen Streifen im Norden mit dem restlichen, niederländischen Territorium auf Timor verbunden. Ringsherum lagen timoresische Reiche, die Portugal zugeordnet waren. Zwar gab es bereits 1904 eine Vereinbarung zwischen den Kolonialmächten, das Maucatar an die Portugiesen abgetreten werden sollte, doch erst 1916 ging es in portugiesischen Besitz über.
Der Berg Taroman war ab 1976 ein Rückzugsgebiet der FALINTIL, die gegen die indonesischen Invasoren kämpfte. Hier gründete sie eine base de apoio, eine Widerstandsbasis, die Zuflucht für Flüchtlinge aus Cova Lima bot. Später wurde die Basis von den Indonesiern zerstört.

## Politik

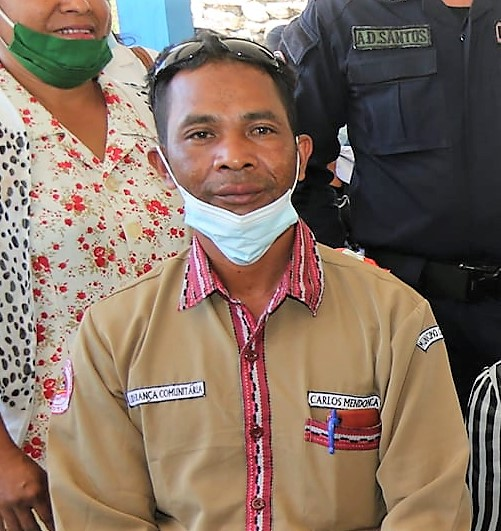
Carlos Mendonça (2021)

Bei den Wahlen im Mai 2005 wurden erstmals 90 Frauen in die Sucoräte Cova Limas gewählt. Das entspricht etwa drei Frauen pro Dorf. In Fatululic wurde Lusia Guterres (Lucia Gutteres, * 1982) als erste Frau überhaupt in Cova Lima zur Chefin eines Sucos gewählt. Die dreifache Mutter setzte sich dabei gegen vier andere Kandidaten durch, obwohl sie Mitglied einer Oppositionspartei und nicht der damals dominierenden FRETILIN war. Über sie wurde der Film Lusia – Eine Tochter von Fatululik gedreht. Bei den Neuwahlen am 9. Oktober 2009 gewann Lourenço da Cruz und 2016 Carlos Mendonça.

## Persönlichkeiten
- Alexandrino Cardoso da Cruz (* 1972), Politiker
- Abel Pires da Silva (* 1976) am Foho Taroman, Politiker

## Filmografie
- Lusia: A Daughter of Fatululik (mit englischen Untertiteln)